# Dhehasanulunboihuraa
Dhehasanulunboihuraa (ou Dhehasanu Lonu Bui Huraa) est une petite île inhabitée des Maldives. Elle comprend pas d'habitat permanent ou temporaire, mais bien une piste d'hélicoptère pour le transfert vers les hôtels des environs, dont sur sa plus proche voisine Maafushivaru.

## Géographie
Dhehasanulunboihuraa est située dans le centre des Maldives, au Sud de l'atoll Ari, dans la subdivision de Alif Dhaal. 